# スポーツ写真

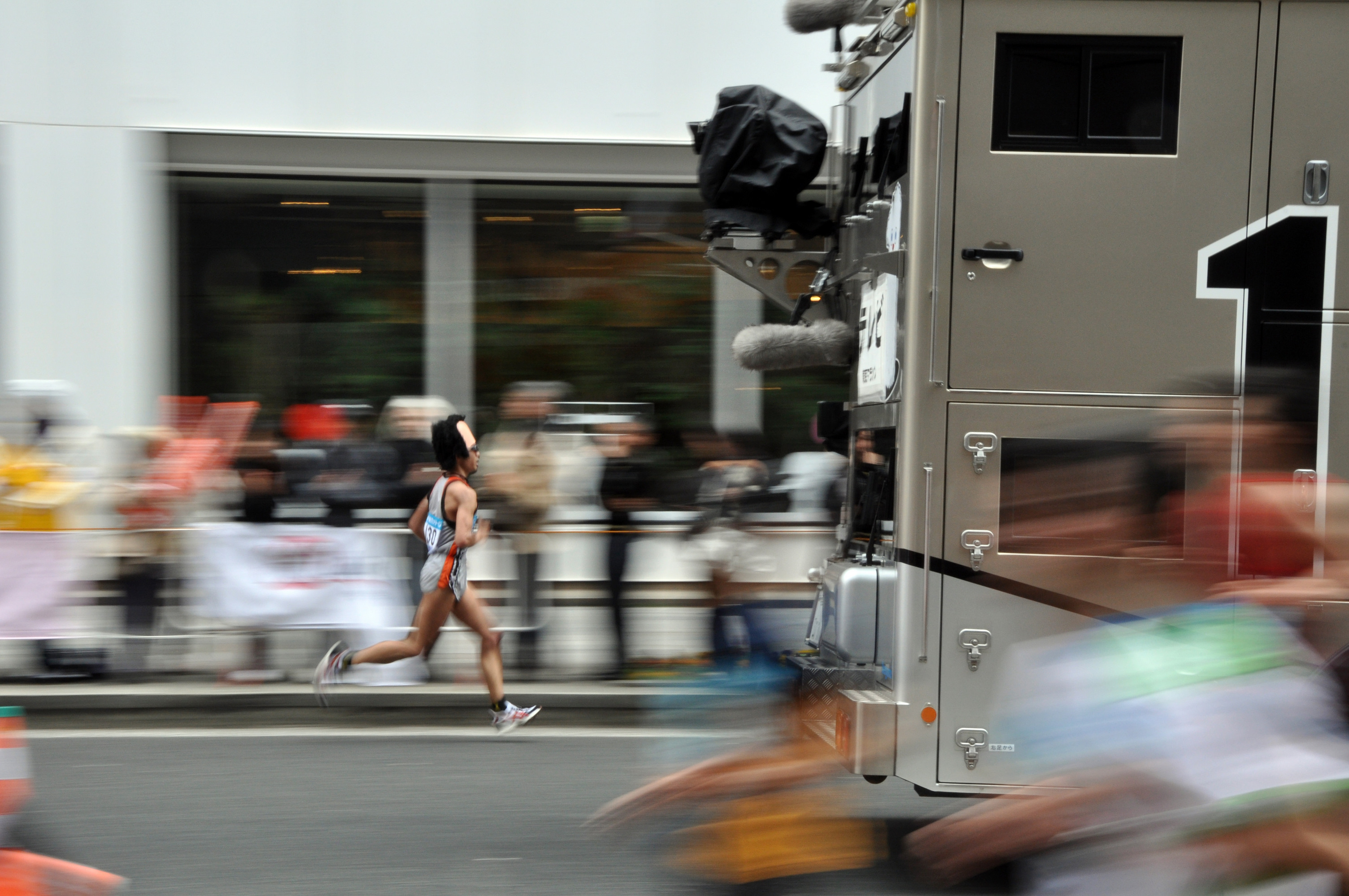
東京マラソン2009

スポーツ写真（スポーツしゃしん、英語: sports photography）とは、各種のスポーツ（運動競技）を撮影した写真のことである。プロの競技、アマチュアの競技の区別なく、スポーツ写真と呼ばれる。
スポーツ写真は新聞、雑誌等のための報道写真に概ね含まれる。マーティン・ムンカッチ、アレクサンドル・ロトチェンコなどはこの分野で作品を残している。

## AJPS
スポーツ写真に関連して、日本スポーツプレス協会（AJPS、ASSOCIATION JAPON DE LA PRESSE SPORTIVE）が1976年に設立されている。同協会には170名以上の会員が加盟し、メンバーは写真家とライターで構成されている。写真家としては、例えば、水谷章人、冨樂和也（旧姓：権藤和也）らが会員である。世界に目を転じると、イングランドでは1863年にサッカーの試合前のメンバー撮影が始まり、1871年以降は恒例の撮影となった。

## ギャラリー

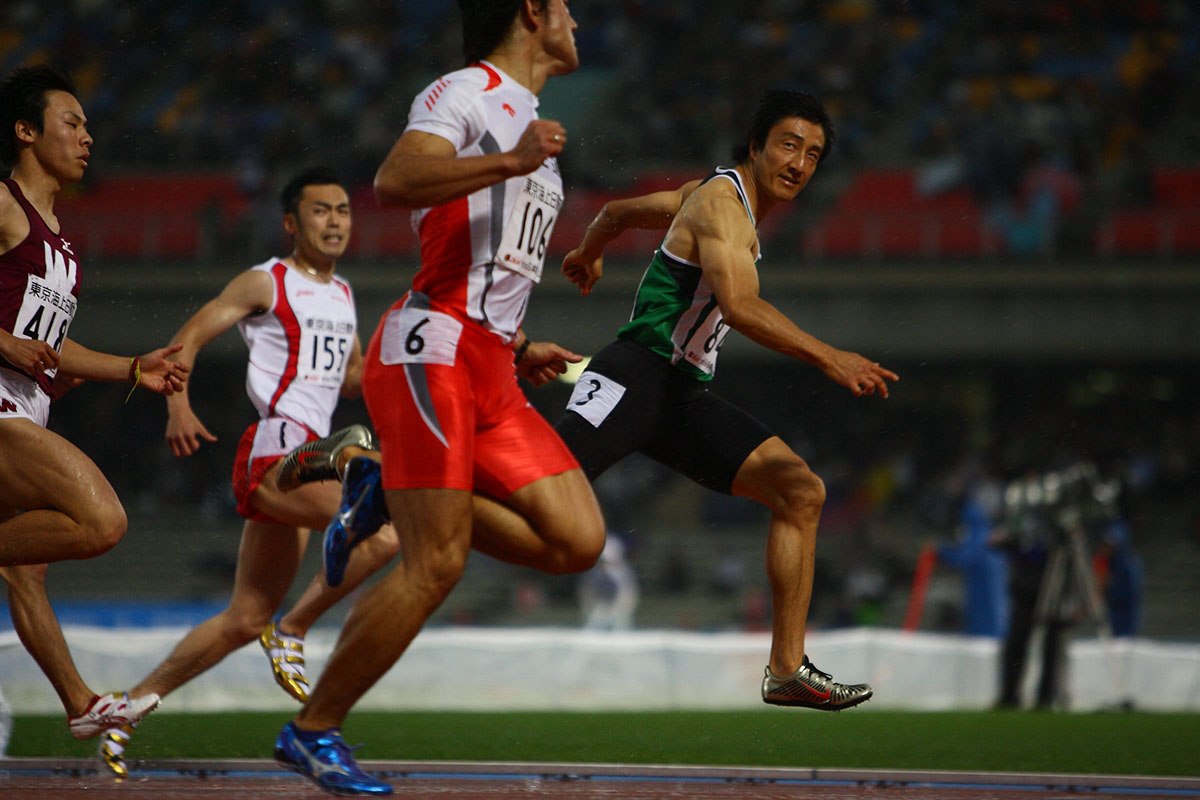
100m走 （木村慎太郎・朝原宣治）
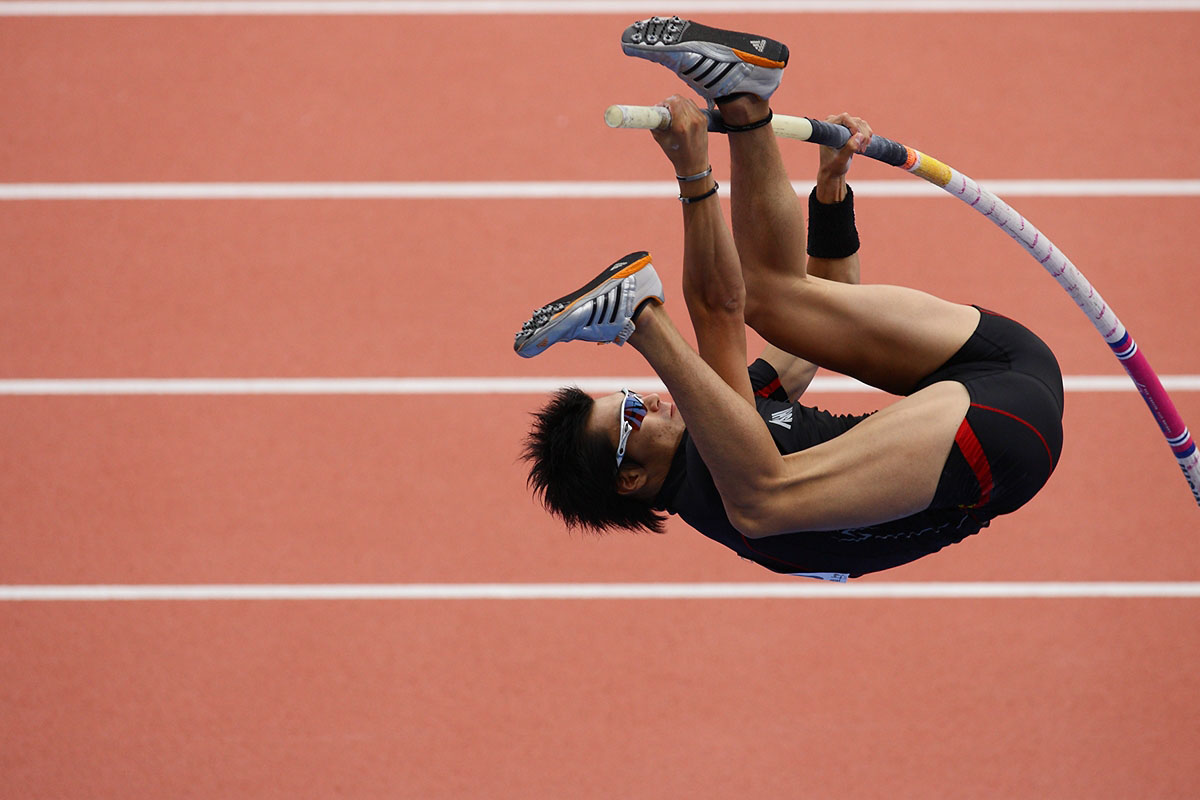
棒高跳 （澤野大地）
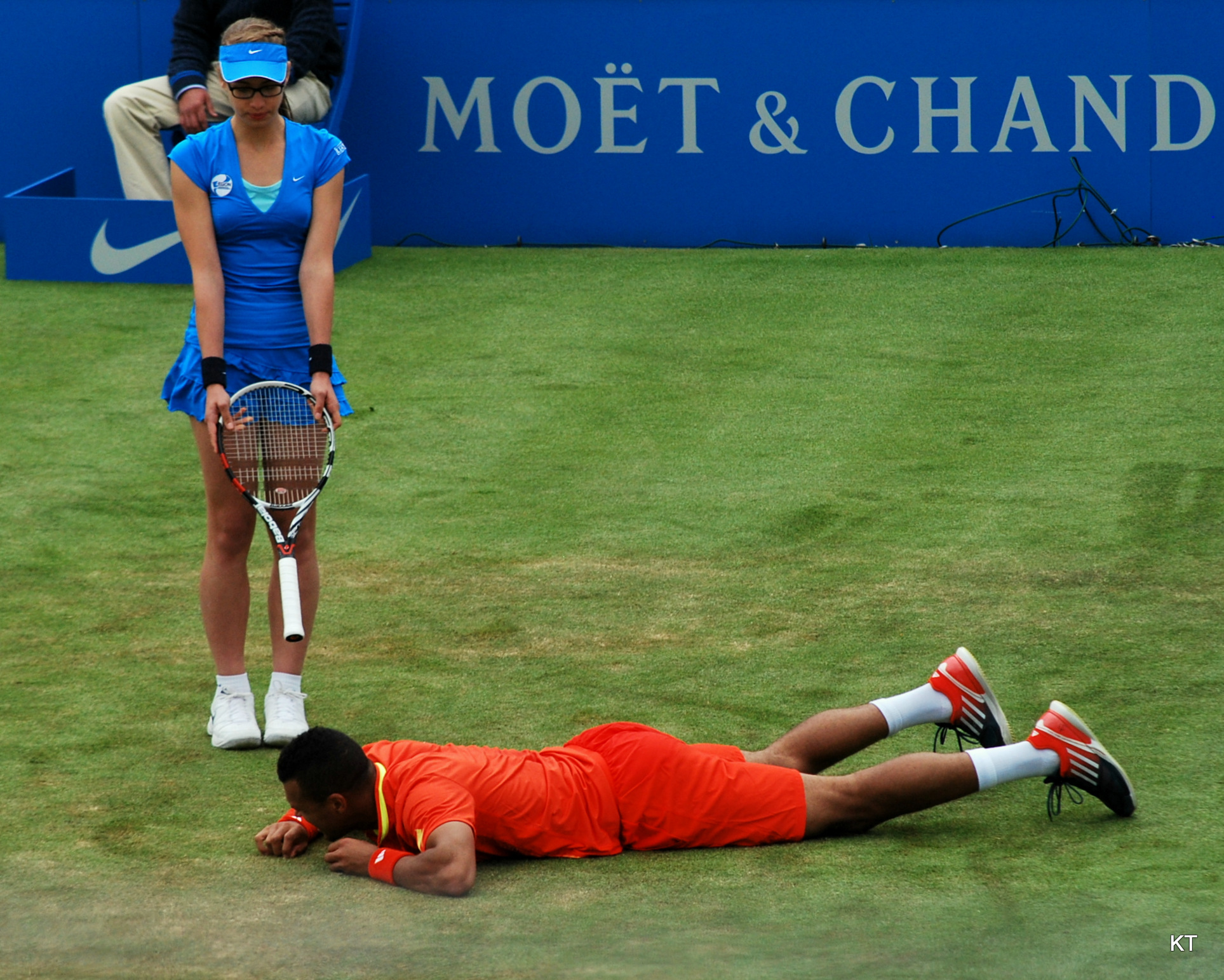
テニス （ジョー＝ウィルフリード・ツォンガ）